# Andréi Moj
Andréi Vladímirovich Moj (en ruso cirílico, Андрей Владимирович Мох), conocido en España como Andrei Moj, (Tomsk, Óblast de Tomsk, Rusia, 20 de octubre de 1965) es un exfutbolista internacional ruso. Jugó de defensa en clubes de la extinta Unión Soviética y España.

## Trayectoria
Jugó desde 1984 hasta 1991 en los clubes rusos CSKA Moscú, el Karpaty Lviv, el Dinamo Moscú y el Spartak de Moscú. En 1990 fue internacional con la selección de la Unión Soviética, y posteriormente en 1993 lo sería de la selección Rusa. En 1991 inició su periplo por equipos españoles como RCD Español, Burgos, Hércules, Toledo o Leganés.
- Datos: Q2424636